# Larry Hanks
Lawrence Michael „Larry“ Hanks (* 26. Januar 1953) ist ein amerikanischer Entomologe und Professor an der University of Illinois at Urbana-Champaign.

## Leben
Hanks erhielt seinen B.S. 1978 von der University of California, Davis und seinen M.S. 1982 von der University of Nevada, Reno. An der University of Maryland, College Park wurde er 1991 zum Ph.D. promoviert; sein Doktorvater war Robert Denno. Seinen Postdoc machte er an der University of California-Riverside. 1996 begann er an der University of Illinois at Urbana-Champaign als Assistant professor; 2003 wurde er dort zum Associate Professor und 2008 zum Ordentlichen Professor befördert.
Larry Hanks ist der ältere Bruder des Schauspielers Tom Hanks.